# Корнвестхајм
Корнвестхајм (њем. Kornwestheim) град је у њемачкој савезној држави Баден-Виртемберг. Једно је од 39 општинских средишта округа Лудвигсбург. Према процјени из 2010. у граду је живјело 31.146 становника. Посједује регионалну шифру (AGS) 8118046.

## Географски и демографски подаци
Корнвестхајм се налази у савезној држави Баден-Виртемберг у округу Лудвигсбург. Град се налази на надморској висини од 297 метара. Површина општине износи 14,6 km². У самом граду је, према процјени из 2010. године, живјело 31.146 становника. Просјечна густина становништва износи 2.126 становника/km².